# Косьювом
Косьювом (коми Косьювом) — село в городском округе Инта Республики Коми России.

## Этимология
Топоним образован соединением гидронима Косью и слова вом, которое на языке коми означает устье. Косьювом — «устье р. Косью».

## История
Основано выходцами из села Мохча (территория современного Ижемского района) в 1860 году.
По состоянию на 1920 год, в выселке Косья-Вом имелось 3 двора и проживало 25 человек (14 мужчин и 11 женщин). В административном отношении входил в состав Адзьвинского общества Верхнеусинской волости Ижмо-Печорского уезда.

## География
Село находится в северо-восточной части Республики Коми, на левом берегу реки Косью, вблизи места впадения её в реку Усу, на расстоянии примерно 26 километров (по прямой) к северо-западу от города Инты, административного центра района. Абсолютная высота — 46 метров над уровнем моря.
Климат
Климат характеризуется как умеренно континентальный, с продолжительной морозной многоснежной зимой и коротким холодным летом. Средняя температура воздуха самого тёплого месяца (июля) составляет 14,6 °C; самого холодного (января) — −20,3 °C. Среднегодовое количество атмосферных осадков составляет 547 мм.
Часовой пояс
Косьювом, как и вся Республика Коми, находится в часовой зоне МСК (московское время). Смещение применяемого времени относительно UTC составляет +3:00.

## Население
| 2010 |
| ---- |
| 176  |

Гендерный состав
По данным Всероссийской переписи населения 2010 года в гендерной структуре населения мужчины составляли 50 %, женщины — соответственно также 50 %.
Национальный состав
Согласно результатам переписи 2002 года, в национальной структуре населения коми составляли 83 % из 250 чел.